# Червак Вадим Віталійович
Вади́м Віта́лійович Черва́к (нар. 27 травня 1999, м. Монастириська, Тернопільська область, Україна) — український футболіст, захисник. Виступав за юнацьку збірну України U-17.

## Клубна кар'єра
Вихованець київського «Динамо». У ДЮФЛУ також виступав за донецький «Шахтар» та «Ворсклу». Дебютував за першу команду полтавчан 9 березня 2018 року в програному (0:3) домашньому поєдинку 23-го туру Прем'єр-ліги проти донецького «Шахтаря». Вадим вийшов на поле на 85-й хвилині, замінивши Гегама Кадимяна. Окрім цього в сезоні 2017/18 років зіграв 19 матчів за юнацьку та молоджіну команди «ворсклян».
Наприкінці серпня 2018 року підписав контракт зі празькою «Спартою», термін дії — до 2022 року. Проте за першу команду столичного чеського клубу не зіграв жодного офіційного матчу. Виступав за другу команду «Спарти», у футболці якої зіграв 22 матчі та відзначився двома голами. Під час зимової перерви сезону 2018/19 років відправився в оренду в чеський «Влашим». Дебютував за нову команду 3 березня 2019 року в програному (0:1) домашньому поєдинку другого дивізіону чемпіонату Чехії проти «Динамо» (Чеські Будейовиці). Червак вийшов на поле в стартовому складі та відіграв увесь матч. Усього в другій частині сезону 2018/19 років зіграв 8 матчів за «Влашим».
Напередодні старту сезону 2019/20 років відправився в оренду до сусідньої Словаччини, де підсилив «Земплін». Дебютував за команду з Михайлівців 10 серпня 2019 року в переможному (3:0) домашньому поєдинку Суперліги проти «Сениці». Вадим вийшов на поле в стартовому складі та відіграв увесь матч.

## Кар'єра в збірній
У 2016 році викликався до складу юнацької збірної України (U-17).